# Bulloch megye
Bulloch megye az Amerikai Egyesült Államokban, azon belül Georgia államban található. Megyeszékhelye és legnagyobb városa Statesboro. Lakosainak száma 81 099 fő (2020. április 1.). Bulloch megye Screven, Candler, Evans, Effingham, Bryan, Emanuel és Jenkins megyékkel határos.

## Népesség
A megye népességének változása:
| Lakosok száma | 70 623 | 72 780 | 72 737 | 71 214 | 72 651 | 81 099 |
|               | 2010   | 2011   | 2012   | 2013   | 2015   | 2020   |